# Pithomyces cynodontis
Pithomyces cynodontis är en svampart som beskrevs av M.B. Ellis 1965. Pithomyces cynodontis ingår i släktet Pithomyces och familjen Pleosporaceae.   Inga underarter finns listade i Catalogue of Life.